# Sven Rydell
Sven Åke Albert Rydell (ur. 14 stycznia 1905 w Göteborgu, zm. 4 kwietnia 1975 tamże) – szwedzki piłkarz grający na pozycji napastnika, reprezentant Szwecji w latach 1923–1932, brązowy medalista igrzysk olimpijskich, trener piłkarski.
Jeden z najskuteczniejszych napastników w historii reprezentacji Szwecji, rekordzista pod względem zdobytych hat tricków i autor najszybszego hat tricka w drużynie narodowej. Brązowy medalista Igrzysk Olimpijskich 1924, członek Hall of Fame organizacji Sveriges Fotbollshistoriker & Statistiker. Uznawany za pierwszego szwedzkiego piłkarza, który był rozpoznawalny za granicą.

## Kariera klubowa
W trakcie kariery klubowej występował w Holmens IS, Örgryte IS oraz Redbergslids IK. Jako zawodnik Örgryte IS wywalczył w sezonach 1925/26 i 1927/28 mistrzostwo Szwecji.

## Kariera reprezentacyjna
20 czerwca 1923 zadebiutował w reprezentacji Szwecji w wygranym 5:4 meczu z Finlandią, w którym zdobył gola w 22. sekundzie. W 1924 roku wziął udział w Igrzyskach Olimpijskich 1924 w Paryżu, gdzie Szwecja zdobyła brązowy medal. Ogółem w latach 1923–1932 rozegrał on w drużynie narodowej 43 spotkania, w których zdobył 49 goli.
Rydell jest rekordzistą pod względem liczby zdobytych hat tricków (9). Wraz z Filipem Johanssonem dzieli miano zdobywcy najszybszego hat tricka w reprezentacji, na który obaj zawodnicy potrzebowali 5 minut. Do 2014 roku był on najskuteczniejszym strzelcem drużyny narodowej, kiedy to jego wynik 49 bramek pobił Zlatan Ibrahimović.

## Kariera trenerska
W latach 1934–1935 pełnił funkcję szkoleniowca Örgryte IS.

## Inne dyscypliny
W 1933 roku wygrał z klubem Redbergslids IK mistrzostwo Szwecji w piłce ręcznej. W 1965 roku został w barwach Örgryte IS mistrzem kraju w bowlingu.

## Życie prywatne
Po zakończeniu kariery pracował jako dziennikarz sportowy w gazecie „Göteborgs-Tidningen”, gdzie publikował pod pseudonimem Dribbler. Jego córka Ewa reprezentowała Szwecję w gimnastyce na Igrzyskach Olimpijskich 1960 oraz 1964.

## Sukcesy
Szwecja
- brązowy medal olimpijski: 1924

Örgryte IS
- mistrzostwo Szwecji: 1925/26, 1927/28

## Odznaczenia
- Svenska Dagbladets guldmedalj: 1931[1]